# Africa Before Dark
Pour plus de détails, voir Fiche technique et Distribution.
Africa Before Dark est un court métrage de dessin animé américain de la série Oswald le lapin chanceux, produit par les studios Disney et sorti le 20 février 1928. Oswald y est un chasseur en Afrique et rencontre de nombreux animaux sauvages.

## Synopsis
Oswald chasse le gros gibier dans la jungle en Afrique à dos d'éléphant. On s'aperçoit que ce dernier roule à vélo. L'éléphant percute un rocher après en avoir évité comiquement plusieurs autres. Il bascule, se retrouve à avancer avec la trompe. Oswald l'arrête en le chatouillant, mais l'éléphant s'assit sur lui et l'aplatit. Le pachyderme « regonfle » avec sa trompe le lapin en colère. 
Plus loin, divers animaux d'Afrique jouent à des jeux, notamment deux singes qui font un morpion sur le flanc d'un tigre. Un des deux a un pou qui le démange : il place son dentier au bout de sa queue pour l'attraper. Oswald s'approche furtivement du lieu avec un tromblon et tire une salve de coups de feu sur les animaux. La fumée disparue, il voit qu'ils ont tous fui. Un hibou se moque d'Oswald. Furieux, le lapin veut le tirer. Mais le canon de son fusil devient mou et il est obligé d'y introduire un bâton. Ce dernier, projeté, déplume l'oiseau qui devient maigre comme un fil. Oswald se moque en retour, prend la fome du hibou. 
Cependant, un bébé tigre s'approche d'Oswald, lui donne un coup de pied et s'enfuit. Oswald le poursuit. Il se réfugie dans un terrier à deux ouvertures. Le lapin tire dans le trou, mais le tigre a allongé le canon jusqu'à ce qu'Oswald se tire dessus. Le félin s'amuse à sortir successivement de chaque côté du terrier jusqu'à donner le tournis au lapin. Ce dernier arrive pourtant à le capturer en séparant son visage de son corps, chaque partie placée à l'un des trous. Mais le petit tigre lui glisse entre les mains et se réfugie dans un tronc creux. Oswald sort alors un gigantesque revolver de sa culotte. Mais au lieu du bébé tigre, c'est un énorme lion qui sort du tronc. L'arme d'Oswald tremble alors et se transforme en mini-pistolet à bouchon. Quand le lion retient par la queue un Oswald terrorisé, celle-ci tire sur les oreilles du lapin, qui rentrent dans son corps. Le lapin rétablit sa forme en tirant sur ses oreilles, ce qui replace aussi sa queue. Il arrive à s'enfuir mais perd sa culotte. D'autres lions sortent du tronc et se joignent à la chasse. La culotte saute de lion en lion et Oswald la récupère. Le lapin monte sur le dos de son éléphant et ils fuient encore les lions. L'éléphant bat alors des oreilles et commence à voler, mais son derrière lourd l'empêche de décoller. Oswald se demande comment faire. Alors, à la manière de Félix le Chat, il se sert de la bulle de son étonnement et du point d'interrogation comme autant d'objets solides, ici respectivement un ballon d'hélium et un crochet, qu'il attache à la queue de l'éléphant. Ce dernier décolle enfin et ils échappent aux lions. Oswald rit en se moquant d'eux.

## Fiche technique

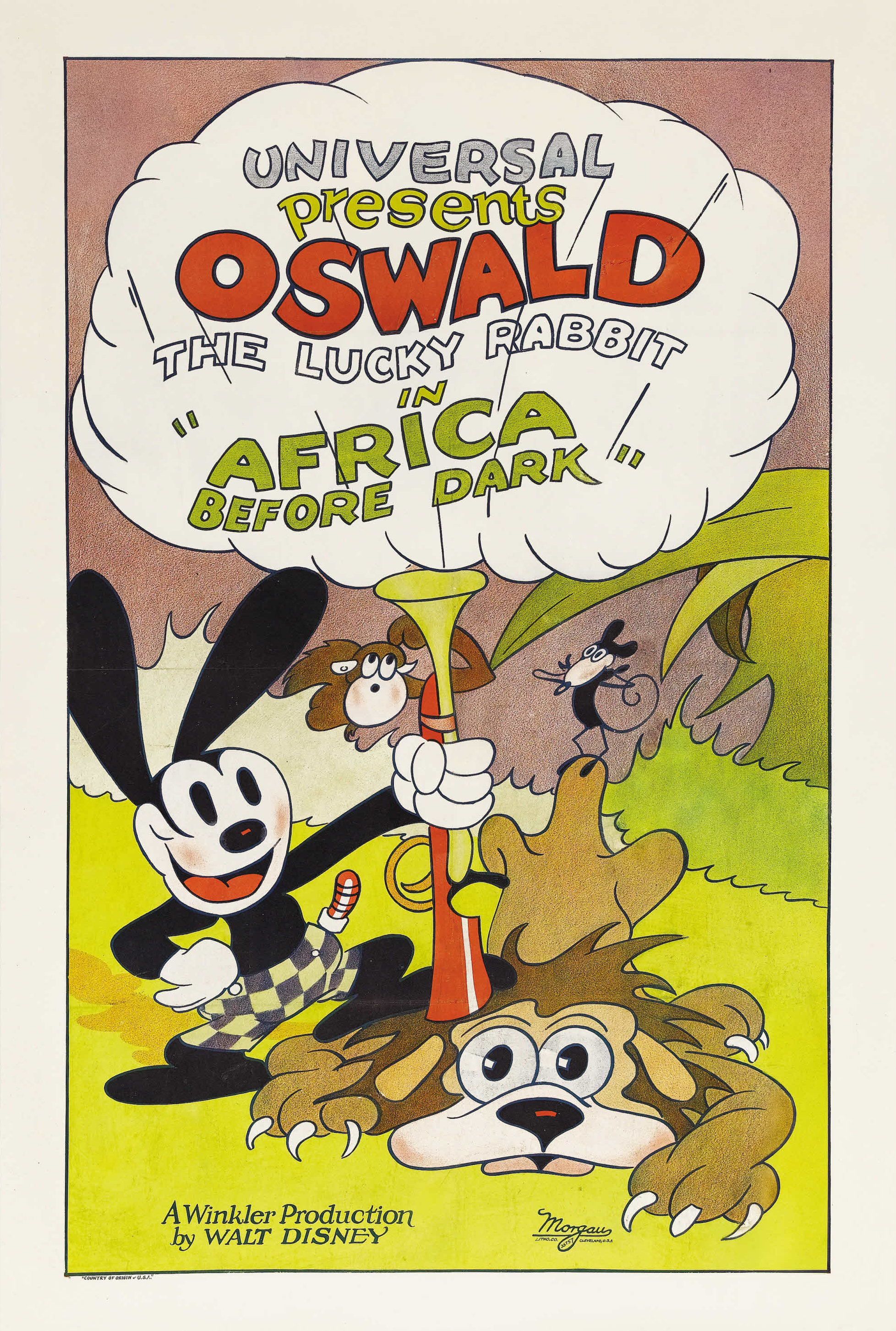
Poster du film, en 1928.

Source IMDb
- Titre : Africa Before Dark
- Titre de travail[2] : Africa After Dark
- Série : Oswald le lapin chanceux
- Réalisateur : Walt Disney, Ub Iwerks
- Animateur[2]: Ub Iwerks
- Caméra[2] : Mike Marcus
- Producteur : Charles Mintz
- Production : Disney Brothers Studios sous contrat de Robert Winkler Productions
- Distributeur : Universal Pictures
- Date de sortie : 20 février 1928[2],[1],[3]
- Autres dates[2] :
  - Fin de production : 2 novembre 1927 pour l'animation
  - Expédition : 12 novembre 1927
  - Dépôt de copyright : 3 février 1928 par Universal
- Pays de production :  États-Unis
- Genre : court métrage de dessin animé comique
- Langue : anglais
- Format : noir et blanc - 35 mm - 1,33:1 - muet - procédé cinématographique : sphérique
- Métrage : 300 mètres (1 bobine)
- Durée : 9 minutes
- Dates de sortie : États-Unis : 20 février 1928